# KOI-4878
KOI-4878 — звезда спектрального класса G (жёлтый карлик), находящийся на расстоянии около 1075 световых лет от Солнца

## Характеристики
Звезда немного менее массивная, чем Солнце, но с радиусом примерно на 5 % больше и температурой около 6031 К

## Планеты
У Звезды KOI-4878 есть одна планета: KOI-4878.01 которая находится на расстоянии 1.137 а. е. от своей звезды. Согласно НАСА, если присутствие планеты подтвердится, KOI-4878.01 будет иметь индекс подобия Земли (ESI) 98 %, самый высокий из обнаруженных до сих пор. Её оценочные характеристики типичны для аналога Земли